# バック・フォー・ジ・アタック
『バック・フォー・ジ・アタック』（Back for the Attack）は、ヘヴィメタルバンド・ドッケンが1987年に発表した、4枚めのスタジオ・アルバムである。ドッケンの最も売上枚数が多かったアルバムで、「Dream Warriors」や「Mr. Scary」といったヒット曲を収録している。このアルバムはバンド解散前の最後の作品となった。ドッケンは1993年に再結成され、1995年にアルバム『Dysfunctiona』が発表された。

## 概要
アルバムタイトルは、前作『アンダー・ロック・アンド・キー』で、収録に漏れた曲の原題から採用した。この曲は後に、シングル「Dream Warriors」のカップリング曲として発表している。
当時、音楽的主導権を握っていたのはドン・ドッケンとジョージ・リンチであり、両者のやりたいスタイルを妥協する形でA面（1〜6）がジョージ、B面（7以降）がドンの意見を色濃く反映されている。収録曲には1987年に映画『エルム街の悪夢3 惨劇の館』のテーマソングとして発表された「Dream Warriors」のリミックスバージョン、Billboard Hot 100において79位を記録した｢Heaven Sent｣、｢Burning Like a Flame｣、ジョージのインストゥルメンタル｢Mr. Scary｣などがある。
作品はBillboard 200において最高13位を記録し、 アメリカレコード協会からプラチナディスクに認定された。
アルバムのツアーで1988年春に日本公演を行い、その模様はライブ・アルバム『ビースト・フロム・ジ・イースト』として発売された。バンドは「ヴァン・ヘイレン」のツアーに5月23日から6月30日まで加わり、その後解散した。
ドンは解散について「このアルバムは、メンバーの意見をぶつけ合い最高まで高めた妥協の産物だった。もうこれを越える作品を生み出すのは限界だと判断した」と、当時に明かしている。

## 収録曲
1. "Kiss of Death" (Lynch/Dokken/Pilson) — 5:51
2. "Prisoner" (Lynch/Pilson/Brown) — 4:20
3. "Night by Night" (Pilson/Lynch/Brown/Dokken ) — 5:23
4. "Standing in the Shadows" (Dokken/Lynch/Pilson) — 5:07
5. "Heaven Sent" (Dokken/Lynch/Pilson) — 4:52
6. "Mr. Scary" (Lynch/Pilson) — 4:31
7. "So Many Tears" (Dokken/Lynch/Pilson) — 4:56
8. "Burning Like a Flame" (Lynch/Pilson/Dokken/Brown) — 4:46
9. "Lost Behind the Wall" (Lynch/Brown/Dokken/Pilson) — 4:19
10. "Stop Fighting Love" (Pilson/Lynch/Dokken/Brown) — 4:52
11. "Cry of the Gypsy" (Dokken/Pilson/Lynch) — 4:51
12. "Sleepless Night" (Lynch/Brown/Pilson) — 4:32
13. "Dream Warriors" (Lynch/Pilson) — 4:42

## メンバー
- ドン・ドッケン - vocals
- ジョージ・リンチ - lead and rhythm guitars
- ジェフ・ピルソン - bass guitar
- ミック・ブラウン - drums